# كأس تونس 2005–06
كأس تونس لكرة القدم 2005-2006 هو الموسم رقم 49 منذ الاستقلال وال74 منذ إنشائه من كأس تونس لكرة القدم.

فاز بهذا الموسم الترجي الرياضي التونسي، وجاء ثانيا النادي الإفريقي.

## روابط خارجية
- الموقع الرسمي للجامعة التونسية لكرة القدم.